# Пресвитерий (храм)
Пресвите́рий, Пресбитерий (лат. presbyterium — место для избранных, от др.-греч. πρεσβυτέριον — собрание старейшин) — в западноевропейской (прежде всего, католической) церковной архитектуре пространство между нефом и алтарём (аналогом которого в восточных церквях является «престол») в восточной части храма. Название имеет тот смысл, что в пресвитерий могут заходить только пресвитеры (то есть священники). В раннехристианских храмах «совет старейшин» христианской общины собирался на возвышении за алтарём, поскольку алтарь (престол) находился в средокрестии (подкупольном пространстве или в центре наоса). В старинном пресбитерии сидения для духовенства располагались полукругом, а в центре находилось кресло епископа. Такую планировку можно видеть во многих старинных церквях Рима, включая папские базилики, или, к примеру, в верхней церкви базилики Сан-Франческо в Ассизи (1228—1253). В церкви Сан-Миниато-аль-Монте во Флоренции пресбитерий (1207) приподнят на колоннах и образует второй этаж (антресоль) алтарной части церкви, там же находится амвон (кафедра), или пульпит (от лат. pulpitum — помост, подмостки). Под пресбитерием имеется вход в крипту храма.
Позднее в западноевропейских храмах алтарь перемещали в апсиду и пресбитерием (пресвитерием) стали называть центральную часть хор. Восточную часть храма, расположенную за хором, с апсидой и амбулаторием во Франции стали именовать шеве́ (фр. chevet — изголовье). В иных случаях пресбитерий может располагаться между хором и алтарём. Постановлением II Ватиканского собора алтарь в католических храмах располагается в пресвитерии. Во многих храмах, где сохраняется дореформенное устройство, пресвитерий отделён от остальной части церкви — нефа — балюстрадой, именуемой алтарной преградой.
В православных храмах пресвитерий — пространство между солеёй, или вимой, и алтарём.